# خردواتي
الخُردواتي أو الخُردجيّ (Haberdasher) هي شركة أو شخص يبيع الخردوات أي أشياء صغيرة للخياطة والحياكة والحباكة مثل الأزرار والشرائط والسحابات تشير الكلمة الإنكليزية في الولايات المتحدة إلى بائع التجزئة الذي يبيع ملابس رجالية مثل البدلات والقمصان وأربطة العنق.

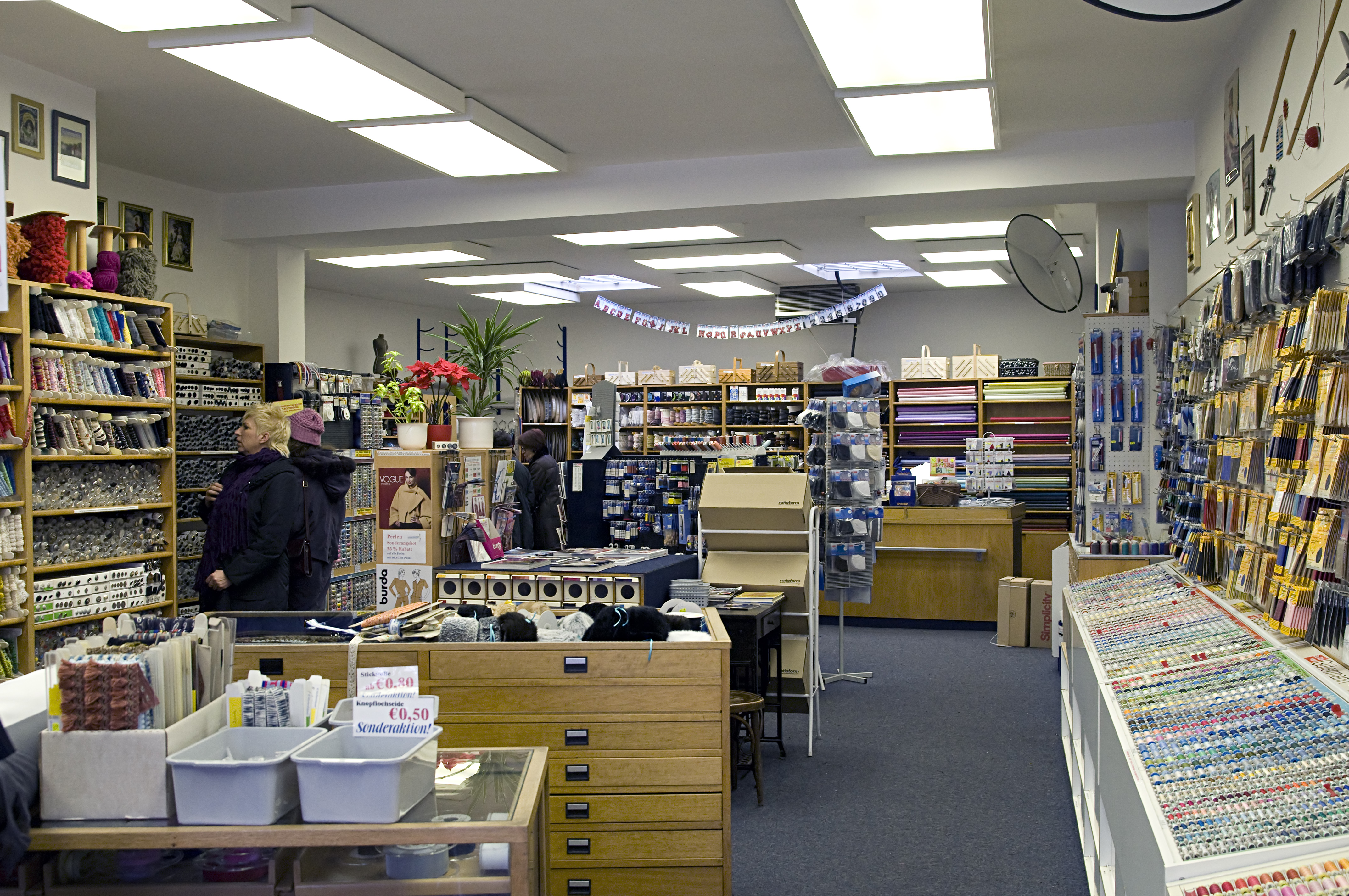
محل خردوات في فرانكفورت في ألمانيا